# نادیا مخناتسکا
نادیا مخناتسکا (انگلیسی: Nadiya Mokhnatska؛ زادهٔ ۱۸ اکتبر ۱۹۹۵) اهل اوکراین است.